# شاه بلاغي (أبرشيوة)
شاه بلاغي (بالفارسية: شاه‌بلاغی) هي قرية تقع في إيران في قسم أبرشيوة الريفي. يقدر عدد سكانها بـ 0 نسمة بحسب إحصاء 2016.